# Jim Peters (athlétisme)
Pour les articles homonymes, voir James Peters et Peters.
James Henry Peters dit Jim Peters (né le 24 octobre 1918 à Londres et mort le 9 janvier 1999 à Thorpe Bay) est un athlète britannique, spécialiste des courses de fond. 
Il améliore à quatre reprises le record du monde du marathon dans les années 1950, et devient le premier athlète à parcourir la distance en moins de 2 heures 20 minutes (2 h 18 min 40 le 13 juin 1953 à Chiswisk).
Il se classe huitième de l'épreuve du 10 000 mètres lors des Jeux olympiques de 1948 à Londres et abandonne lors de l'édition suivante, en 1952 à Helsinki. Il remporte la médaille de bronze du 6 miles lors des Jeux de l'Empire britannique et du Commonwealth de 1954.